# メジット空港
メジット空港（メジットくうこう、英語: Mejit Airport）は、マーシャル諸島メジット島にある空港。連邦航空局からlocation identifier Q30を割り当てられ、国際航空運送協会（IATA）の空港コードはMJBである。

## 施設
メジット空港の標高は平均海面から5フィート（2.5m）である。滑走路は07/25方向に整備され、表面はサンゴ礫、規模は3,000×50フィート（914×15m）である。メジット空港を拠点とする航空機はない。

## 就航路線
首都・マジュロからの航空機は週1便で、旅客や食料の輸送に利用され、飛行時間は1時間である。
| 航空会社           | 就航地               |
| ------------------ | -------------------- |
| マーシャル諸島航空 | アイルック、マジュロ |